# Oostappense Heide
De Oostappense Heide is een bosgebied van 120 hectare dat eigendom is van de gemeente Asten. 

## Ligging
Het natuurgebied bevindt zich ten westen van Ommel en grenst aan de buurtschap Oostappen, waarvan de bewoning en voormalige akkers zich tussen de bossen en het dal van de Astense Aa bevinden. Ten zuiden van het bos loopt de Busselse Loop die stroomopwaarts in de Beekerloop overgaat.

## Karakteristiek
Het is een, deels met Grove den beplant, deels spontaan met vliegdennen dichtgegroeid bosgebied waarin nog enkele heiderestanten en een groot stuifduin (de 'Puddingberg') aanwezig zijn. 

## Recreatief gebruik
In het oosten van dit gebied ligt een kampeerterrein en een zeer groot recreatieoord met een grote gegraven zwemplas, Prinsenmeer. Er is een aantal wandelingen uitgezet die bij de ingang van het kampeerterrein beginnen.